# Posiołok Centralnogo otdielenija sowchoza «Majak»
Posiołok Centralnogo otdielenija sowchoza «Majak» (ros. Посёлок Центрального отделения совхоза «Маяк») – wieś w Rosji, w rejonie kasimowskim obwodu riazańskiego. W 2010 r. liczyła 68 mieszkańców.